# Daniele Del Giudice
Daniele Del Giudice (Roma, 11 luglio 1949 – Venezia, 2 settembre 2021) è stato uno scrittore italiano.

## Biografia
Nel 1983 esordisce, grazie a Italo Calvino, con Lo stadio di Wimbledon, incentrato sulla figura di Bobi Bazlen. Il libro vince il Premio Viareggio Opera Prima e il Premio Mondello Opera Prima.
Nel 1985 esce Atlante occidentale, vincitore del Premio letterario Giovanni Comisso e del Premio Bergamo.
Nel 1988 esce Nel museo di Reims.
Nel 1994 esce Staccando l'ombra da terra, vincitore del Premio Bagutta e selezionato per il Premio Campiello. Dal libro vengono tratti uno spettacolo teatrale di Marco Paolini (con musiche di Giovanna Marini) e un dramma musicale di Alessandro Melchiorre.
Il 1997 esce Mania, selezionato per il Premio Campiello.
Nel 2001 scrive con Marco Paolini I-TIGI, Canto per Ustica, dedicato alla tragedia del DC9 Itavia, precipitato nel 1980. Lo spettacolo, prodotto da Accademia Perduta/Romagna Teatri, viene trasmesso dalla Rai nel 2017.
Nel 2002 riceve il Premio Feltrinelli dall'Accademia Nazionale dei Lincei per l'insieme dell'opera narrativa.
Nel 2009 esce Orizzonte mobile, vincitore del Premio letterario dell'Unione europea.
Nel 2014 la Presidenza dei Ministri gli attribuisce un vitalizio in base alla Legge Bacchelli, riconoscendo il suo ruolo nel rappresentare la cultura italiana nel mondo non solo attraverso l'opera letteraria e saggistica, ma anche come promotore e organizzazione di eventi culturali di respiro internazionale, come la rassegna "Fondamenta", svoltasi a Venezia dal 1999 al 2003.
Nel 2021 gli viene assegnato il Premio Campiello alla carriera. La consegna è prevista durante la cerimonia finale del 4 settembre. Del Giudice muore il 2 settembre 2021.

## Opere

### Romanzi
- Lo stadio di Wimbledon, Torino, Einaudi, 1983, ISBN 88-06-05594-1.
- Atlante occidentale, Torino, Einaudi, 1985, ISBN 978-88-065-8222-7.
- Nel museo di Reims, con 16 dipinti di Marco Nereo Rotelli, Milano, Mondadori, 1988, ISBN 978-88-043-1740-1; Torino, Einaudi, 2010, ISBN 978-88-062-0352-8.
- Staccando l'ombra da terra, Torino, Einaudi, 1994, ISBN 978-88-061-3584-3.
- Orizzonte mobile, Torino, Einaudi, 2009, ISBN 978-88-061-9793-3.

### Raccolte di racconti
- Mania, Torino, Einaudi, 1997, ISBN 978-88-061-3883-7.
- I racconti, prefazione di Tiziano Scarpa, Torino, Einaudi, 2016, ISBN 978-88-062-2689-3.

### Teatro
- I-TIGI. Canto per Ustica, con Marco Paolini, Torino, Einaudi, 2001, ISBN 978-88-061-5941-2.

### Raccolte di testi
- In questa luce, Torino, Einaudi, 2013, ISBN 978-88-062-1442-5.
- Del narrare, a cura di Enzo Rammairone, Tornio, Einaudi, 2023, ISBN 978-88-062-1443-2.